# Остин, Коу Финч
Коу Финч Остин (англ. Coe Finch Austin; 20 июня 1831 — 18 марта 1880) — американский ботаник-бриолог, единственный специалист по печёночным мхам США во второй половине XIX века.

## Биография
Родился в имении Финчвилл в Маунт-Хоупе на юго-востоке Нью-Йорка 20 июня 1831 года в семье Джеймса Остина и Элизабет Кортрайт. Учился в округе Сассекс в Нью-Джерси, после чего некоторое время преподавал в школе в Нью-Йорке, затем, с 1859 по 1863 год работал куратором гербария Колумбийского колледжа.
В 1857 году женился на Ханне Кэмпбелл, дочери фермера из Нью-Джерси.
Остин — один из членов-основателей Ботанического клуба Торри.
Одной из первых опубликованных работ была статья в «Трудах Филадельфийской Академии наук» от 1869 года, в которой он приводил описание 47 видов печёночников.
Скончался 18 марта 1880 года в своём доме в Клостере.

## Некоторые научные работы
- Austin C. F. Musci Appalachiani. — Closter, N.J., 1870. — 92 p.

## Роды, названные в честь К. Остина
- Austinia Müll.Hal., 1875 — Brachythecium Schimp., 1853
- Austinella R.S.Williams, 1911